# Xã của Pháp
Xã hay thị xã (tiếng Pháp: commune) là phân cấp hành chính thấp nhất tại Cộng hòa Pháp. Một xã của Pháp có thể là một thành phố trên 2 triệu dân như Paris (khi đó từ commune nên dịch là thị xã hay xã thành thị), một thị trấn vài ngàn người, hay một làng nhỏ vài chục người.
Năm 1837, xã tại Pháp được trao tư cách "pháp nhân" (personne morale) và chính vì lý do này mà việc sáp nhập các xã lại với nhau rất khó khăn, khiến cho nhiều thành phố của Pháp có diện tích không đổi từ khi thành lập. Ví dụ thành phố Paris chỉ giới hạn trong địa giới của một đơn vị xã và có dân số khoảng trên 2 triệu người trong khi đó vùng đô thị Paris bao gồm (thị) xã Paris và trên 400 xã khác  là một trong số các vùng đô thị lớn trên thế giới với trên 10 triệu dân.

## Đặc tính tổng quát
Thuật từ tiếng Pháp commune xuất hiện vào thế kỷ 12 có nguồn gốc từ tiếng Latinh Trung đại communia, có nghĩa là một tập hợp lớn gồm những người chia sẻ chung cuộc sống; và từ tiếng Latin communis, có nghĩa là vật dụng chung góp.
Về hình thức và chi tiết, xã của Pháp tương đương xã của Việt Nam Cộng hòa. Chúng cùng là các đơn vị hành chính bên dưới tổng và quận theo thứ tự vừa kể (về sau Việt Nam Cộng hòa bỏ đi đơn vị tổng) và không phân biệt nông thôn hay thành thị. Có một số xã thành thị (hay gọi tắt là thị xã) trở thành tự trị, không còn phụ thuộc vào bất cứ tổng và quận nào cả và khi đó có địa vị tương đương tỉnh. Ví dụ thành phố Paris của Pháp cũng như Đà Nẵng của Việt Nam Cộng hòa đều là các (thị) xã tự trị có địa vị tương đương tỉnh. 

### Tổng số xã
Cho đến ngày 1 tháng 1 năm 2012, có khoảng 36.700 xã tại Pháp trong số đó có 36.571 xã tại Chính quốc Pháp và 129 xã hải ngoại. Con số này được xem là khá cao so với bất cứ các quốc gia châu Âu khác. Điều đặc biệt này được giải thích một cách chi tiết trong đoạn nói về lịch sử bên dưới. Nói tóm lại, xã của Pháp vẫn còn phản ánh sự phân chia nước Pháp thành các làng hay giáo khu vào lúc xảy ra cuộc cách mạng Pháp hơn hai trăm năm về trước...
Sự biến đổi tổng số xã:
| Thời gian     | Chính quốc Pháp(1) | Pháp hải ngoại(2) |
| ------------- | ------------------ | ----------------- |
| Tháng 3, 1861 | 37.510             | n/a               |
| Tháng 3, 1866 | 37.548             | n/a               |
| Tháng 3, 1921 | 37.963             | n/a               |
| Tháng 3, 1926 | 37.981             | n/a               |
| Tháng 3, 1931 | 38.004             | n/a               |
| Tháng 3, 1936 | 38.014             | n/a               |
| Tháng 1, 1947 | 37.983             | n/a               |
| Tháng 5, 1954 | 38.000             | n/a               |
| Tháng 3, 1962 | 37.962             | n/a               |
| Tháng 3, 1968 | 37.708             | n/a               |
| Tháng 1, 1971 | 37.659             | n/a               |
| Tháng 2, 1975 | 36.394             | n/a               |
| Tháng 1, 1978 | 36.382             | n/a               |
| Tháng 3, 1982 | 36.433             | 211               |
| Tháng 3, 1985 | 36.631             | 211               |
| Tháng 1, 1990 | 36.551             | 212               |
| Tháng 1, 1999 | 36.565             | 214               |
| Tháng 1, 2000 | 36.567             | 214               |
| Tháng 1, 2001 | 36.564             | 214               |
| Tháng 1, 2002 | 36.566             | 214               |
| Tháng 1, 2003 | 36.565             | 214               |
| Tháng 1, 2004 | 36.569             | 214               |
| Tháng 1, 2005 | 36.571             | 214               |
| Tháng 1, 2006 | 36.572             | 214               |
| Tháng 1, 2007 | 36.570             | 214               |
| Tháng 1, 2008 | 36.569             | 212               |

(1) Trong phạm vị địa giới hiện thời của Chính quốc Pháp từng tồn tại giữa năm 1860 và 1871 và từ 1919 đến nay.
(2) Trong phạm vị hiện thời của lãnh thổ hải ngoại của Pháp mà vẫn không thay đổi từ khi New Hebrides độc lập vào năm 1980.

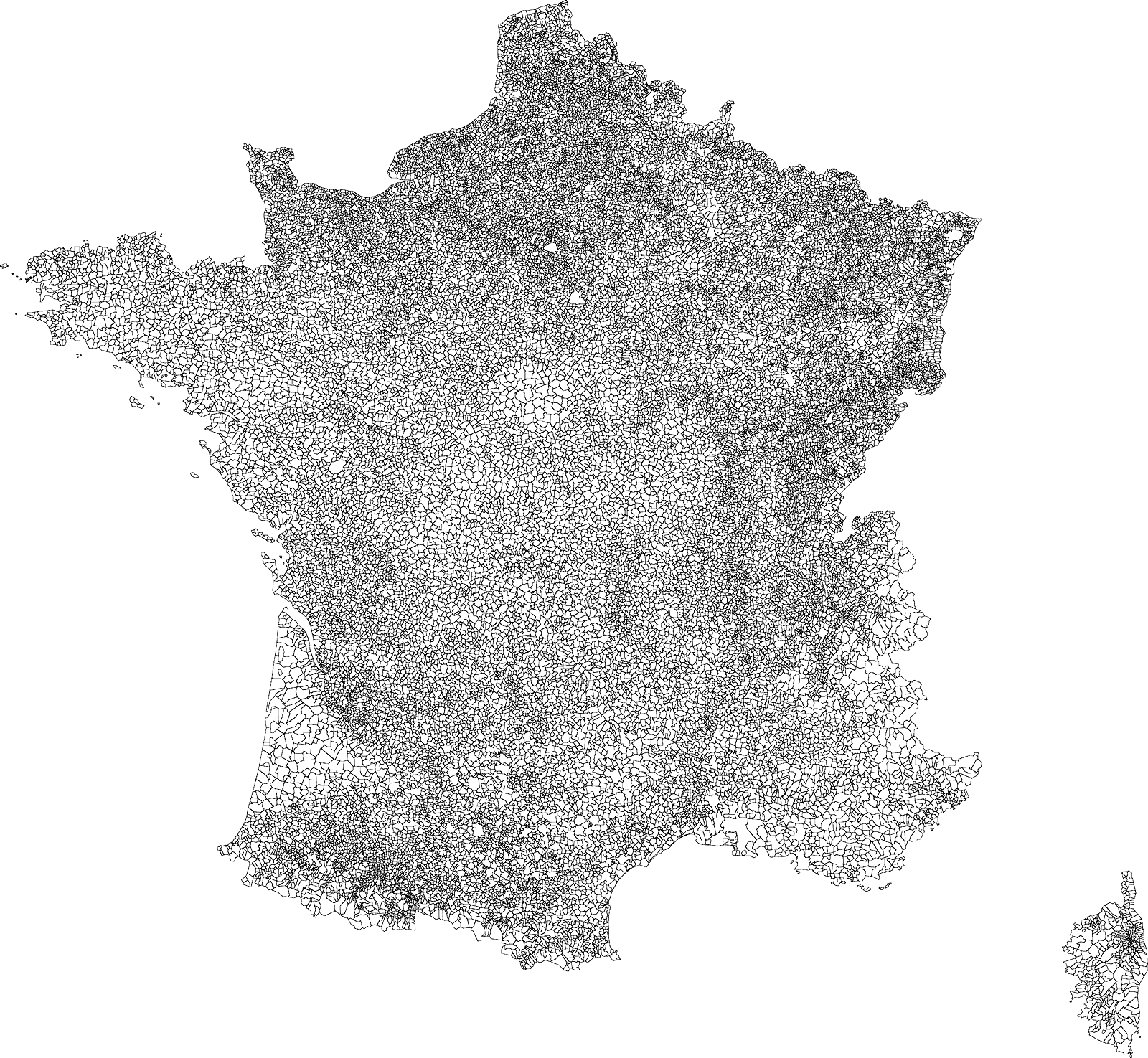
Bản đồ 36.569 xã của Chính quốc Pháp.

Theo thông lệ, toàn bộ lãnh thổ Cộng hòa Pháp được chia thành các xã, thậm chí các vùng núi hay rừng không có người ở. Điều này khác hẳn một số quốc gia khác như Hoa Kỳ là nơi các khu chưa hợp nhất được quản lý trực tiếp bởi quận hay chính quyền cấp cao hơn. Có một vài ngoại lệ:
- Cộng đồng hải ngoại Saint-Martin (33.102 cư dân). Trước đây là một xã thuộc Vùng Guadeloupe. Cơ cấu xã bị bãi bỏ khi Saint-Martin trở thành một cộng đồng hải ngoại vào ngày 22 tháng 2 năm 2007.
- Cộng đồng hải ngoại Wallis và Futuna (14.944 cư dân), vẫn còn được phân cấp theo ba lãnh địa truyền thống.
- Cộng đồng hải ngoại Saint-Barthélemy (6.852 cư dân). Trước đây là một xã bên thuộc Vùng Guadeloupe. Cơ cấu xã bị bãi bỏ khi Saint-Barthélemy trở thành một cộng đồng hải ngoại vào ngày 22 th1ng 2 năm 2007.

Hơn nữa, hai vùng không có cư dân đều không có đơn vị xã:
- Lãnh thổ hải ngoại Vùng Nam và châu Nam Cực (không có dân cư thường trực, có khoảng 200 binh sĩ, nhà khí tượng học và khoa học).
- Đảo Clipperton trong Thái Bình Dương (không người).

### Diện tích bề mặt của một xã tiêu biểu
Tại Chính quốc Pháp, diện tích trung bình của một xã vào năm 2004 là 14,88 kilômét vuông (5,75 dặm vuông Anh). Diện tích trung vị của các xã Chính quốc tại Pháp (theo thống kê năm 1999) thậm chí còn nhỏ hơn ở mức 10,73 kilômét vuông (4,14 dặm vuông Anh). Diện tích trung vị là cách đo lường tốt hơn về diện tích của một xã tiêu biểu tại Pháp.
Diện tích trung vị này nhỏ hơn diện tích trung vị của đa số các quốc gia châu Âu. Tại Ý, diện tích trung vị của xã (comuni) là 22 km2 (8,5 dặm vuông Anh); tại Bỉ là 40 km2 (15 dặm vuông Anh); tại Tây Ban Nha là 35 km2 (14 dặm vuông Anh); và tại Đức, phần lớn các bang có đơn vị xã với diện tích trung vị trên 15 km2 (5,8 dặm vuông Anh).
Thụy Sĩ và các bang Rheinland-Pfalz, Schleswig-Holstein, và Thüringen tại Đức là những nơi duy nhất tại châu Âu có các xã với diện tích trung vị nhỏ hơn tại Pháp.
Xã thuộc các tỉnh hải ngoại như Réunion và Guyane thuộc Pháp thì lớn so với tiêu chuẩn Pháp. Thông thường, đơn vị xã bao gồm vài làng hay thị trấn với khoảng cách khá lớn giữa chúng. Tại Réunion, sự bùng nổ nhân khẩu và đô thị hóa đã khiến một xã tách ra thành các đơn vị hành chính khác nhau.

### Dân số của một xã tiêu biểu
Dân số trung vị của các xã tại Chính quốc Pháp tính đến lần điều tra dân số năm 1999 là 380 cư dân. Đây cũng là con số rất nhỏ so với dân số xã tại các quốc gia tại châu Âu. Tại Ý dân số trung vị của một xã vào năm 2001 là 2.343 cư dân, Bỉ là 11.265 hay Tây Ban Nha là 564 cư dân.
Dân số trung vị được nêu ra ở đây không thể che giấu sự thật rằng có sự khác biệt cực kỳ lớn giữa các xã. Như đã có nói ở phần đầu giới thiệu, một xã của Pháp có thể là một thành phố vài triệu người như Paris, một thị trấn vài ngàn người, hay chỉ là một làng nhỏ vài chục người. Điều mà dân số trung vị cho chúng ta biết là đa số các xã của Pháp chỉ có dân số vài trăm người; nhưng cũng có một số ít xã có dân số rất cao hơn thế.
Tại Chính quốc Pháp, có 20.982 xã có ít hơn 500 cư dân, chiếm 57,4% tổng số xã. Trong 20.982 xã này, chỉ có khoảng 4.638.000 cư dân đang sinh sống trong đó hay khoảng 7,7% tổng dân số Chính quốc Pháp. Nói cách khác, chỉ có 7,7% dân số Pháp sống trong 57,4% số xã trong khi đó 92,3% dân số tập trung trong 42,6% số xã còn lại.

### Tổ chức và địa vị của các xã
Mặc dù có khác biệt về dân số nhưng mỗi (thị) xã của Cộng hòa Pháp đều có một xã (thị) trưởng và một hội đồng (thị) xã. Hội đồng (thị) xã được bầu lên cho một nhiệm kỳ 6 năm và có ít nhất 9 thành viên. Xã (thị) trưởng vừa là chủ tịch hội đồng (thị) xã vừa là đại diện chính phủ trung ương tại xã. Cả xã trưởng và hội đồng xã cùng đều hành xã của mình trong cùng một tòa nhà hành chính xã với quyền lực thật sự như nhau, không kể diện tích của xã to nhỏ bao nhiêu (với thành phố Paris thì là đều cá biệt duy nhất, ví dụ lực lượng cảnh sát thành phố nằm trong tay chính phủ trung ương, chớ không phải trong tay thị trưởng Paris). Địa vị tương đồng như thế giữa các xã là một di sản rõ ràng của cuộc Cách mạng Pháp, muốn tránh xa khỏi tính cá biệt cũng như địa vị địa phương quá khác xa nhau mà từng tồn tại trong vương quốc Pháp.
Luật pháp của Pháp có nêu rõ một số lãnh vực về luật hành chính cho vô số loại xã lớn nhỏ khác nhau. Tổng số nhân sự của hội đồng xã, phương pháp bầu hội đồng, mức lương tối đa cho xã trưởng và phó xã trưởng, các mức giới hạn về tài chính dành cho tranh cử (trong số nhiều thứ khác nữa) đều tùy thuộc vào mức dân số mà xã đó được xếp loại.
Kể từ luật định năm 1982, ba thị xã Pháp có địa vị đặc biệt được phân chia thấp xuống nữa thành các quận nội thị: chúng là Paris, Marseille, và Lyon. Quận nội thị là đơn vị hành chính duy nhất nằm dưới cấp xã tại Cộng hòa Pháp nhưng chỉ tồn tại trong ba thị xã vừa kể. Xin đừng lầm lẫn các quận nội thị này với đơn vị quận cấp dưới tỉnh vì các xã của Pháp được xem là các thực thể có tư cách pháp nhân trong khi các quận nội thị thì ngược lại không có tư cách pháp lý chính thức nào và cũng không có ngân sách riêng của mình.
Quyền lợi và trách nhiệm của xã được ghi rõ trong Code général des collectivités territoriales (CGCT) là văn bản thay thế Code des communes (trừ các vấn đề về nhân sự).

## Lịch sử về xã của Pháp
Các xã của Pháp được thành lập vào lúc khởi đầu cuộc Cách mạng Pháp năm 1789-1790.

### Vương quốc Pháp

#### Giáo khu
Trước Cách mạng Pháp, phân cấp hành chính thấp nhất của Pháp là giáo khu (paroisse), và có đến 60.000 giáo khu tại vương quốc. Một giáo khu thiết yếu phải có một nhà thờ, nhà cửa xung quanh nó (được biết như một ngôi làng), và đất trồng trọt quanh ngôi làng. Pháp là một quốc gia đông dân nhất tại châu Âu vào thời kỳ này với khoảng 25 triệu dân trong cuối thế kỷ 18 (Anh Quốc ngược lại chỉ có khoảng 6 triệu dân) vì vậy có số lượng lớn các giáo xứ. Các vua Pháp thường tự hào với chính mình vì cai trị một "vương quốc của 100.000 gác chuông".
Các giáo khu thiếu cơ cấu khu tự quản của các xã thời hậu-cách mạng. Thường thường, một giáo khu chỉ có một ủy ban xây dựng (conseil de fabrique) gồm có các dân làng tham gia điều hành các tòa nhà của nhà thờ giáo khu, sân nhà thờ và vô số các tài sản và bất động sản khác của nhà thờ, và đôi khi cũng giúp đỡ người nghèo, và thậm chí quản lý trường học và bệnh viện của giáo khu. Kể từ khi sắc lệnh Villers-Cotterêts năm 1539 của vua Francis I được ban hành, tu sĩ trông coi giáo khu cũng được yêu cầu lập hồ sơ rửa tội, kết hôn, và chôn cất. Trừ các nhiệm vụ này, các làng được phép điều hành các vấn đề khác như họ thích. Thường thường, dân làng tựu hợp để quyết định một vấn đề đặc biệt có liên quan đến cộng đồng, ví dụ như việc sử dụng đất nông nghiệp. Tuy nhiên bộ phận chính quyền tự quản thường trực không tồn tại. Tại nhiều nơi, lãnh chúa địa phương (seigneur) vẫn có ảnh hưởng lớn đối với các vấn đề của làng, thu thuế dân làng mướn đất và ra lệnh họ làm việc sưu dịch, kiểm soát đất đai nào được sử dụng và khi nào cũng như bao nhiêu phần trăm vụ mùa phải nộp cho lãnh chúa.

#### Thành phố tự trị
Ngoài ra, một số thành phố được ban quyền lập hiến chương trong thời trung đại bởi chính nhà vua hay từ bá tước địa phương hay công tước (Ví dụ như thành phố Toulouse được bá tước Toulouse ban quyền lập hiến chương). Các thành phố này được lập nên từ một vài giáo khu (lên đến khoảng 50 giáo khu như trường hợp của thành phố Paris), và chúng thường được bao bọc trong một tường thành bảo vệ. Các thành phố nào đã tuyên bố thoát khỏi quyền lực của các lãnh chúa địa phương trong thế kỷ 12 và 13 đều có bộ phận chính quyền tự quản điều hành thành phố, và mang dấu ấn tương tự với các xã mà Cách mạng Pháp thiết lập sau đó trừ hai điểm chính sau đây:
- Bộ phận chính quyền tự quản không dân chủ vì chúng thường nằm trong tay của một số gia đình thuộc giới tư sản giàu có mà theo thời gian giới quý tộc hình thành. Khi đó nền chính trị thành phố trở nên nền Chính trị đầu sỏ hơn là nền dân chủ tự trị.
- Không có địa vị tương đồng đối với các thành phố tự trị. Mỗi thành phố có một địa vị riêng biệt và cách thức tổ chức cũng khác biệt nhau.

Tại miền Bắc, các thành phố có chiều hướng được điều hành bởi échevins (thẩm phán thành phố) trong khi tại miền Nam, các thành phố có chiều hướng được điều hành bởi consuls (quan chấp chính tối cao thời cổ La Mã) nhưng thành phố Bordeaux được điều hành bởi jurat (từ nguyên có nghĩa là "người đã được tuyên thệ") và thành phố Toulouse bởi capitoul (quan hành chính). Thường thường, không có chức danh xã (thị) trưởng theo nghĩa hiện đại. Tất cả các échevin hay consul có địa vị ngang hàng nhau và đưa ra các quyết định khi đồng thuận với nhau. Tuy nhiên, đối với một số vấn đề nào đó, một vị échevin hay consul được xếp cao hơn những người khác, kiểu như một xã (thị) trưởng hiện đại tuy không có cùng quyền lực hành chính như một xã (thị) trưởng hiện đại. Người "thị trưởng" này được gọi là prévôt des marchands tại Paris và Lyon; maire tại Marseille, Bordeaux, Rouen, Orléans, Bayonne và nhiều thành phố và thị trấn khác; mayeur tại Lille; premier capitoul tại Toulouse; viguier tại Montpellier; premier consul tại nhiều thị trấn miền nam của Pháp; prêteur royal tại Strasbourg; maître échevin tại Metz; maire royal tại Nancy; hay prévôt tại Valenciennes.

### Cách mạng Pháp
Ngày 14 tháng 7 năm 1789, vào cuối buổi trưa, sau vụ tấn công nhà tù Bastille, vị trưởng hội đồng thành phố Paris, Jacques de Flesselles, bị đám đông bắn chết ngay trên bậc thềm Tòa Hành chính Paris. Mặc dù vào thời trung đại, vị trưởng hội đồng thành phố là biểu tượng sự độc lập của thành phố Paris và thậm chí công khai nổi loạn chống lại Vua Charles V, chức vụ này đã bị nhà vua trấn áp, rồi tái áp đặt với sự kiểm soát nghiêm khắc từ nhà vua. Chính vì thế các vị trưởng hội đồng thành phố thường bị nhân dân xem là đại diện khác của nhà vua chớ không còn là hiện thân đại diện một khu tự quản độc lập.
Theo sau sự kiện này, một "xã" Paris được dựng lên ngay lập tức để thay thế thành phố tự trị Paris cũ. Một vệ binh khu tự quản được thành lập để bảo vệ thành phố Paris chống lại bất cứ hành động nào của Vua Louis XVI nhằm đập tan cuộc cách mạng đang diễn ra. Một số thành phố khác của Pháp nhanh chóng theo chân, và các xã mọc lên khắp nơi. Mỗi xã đều có đội vệ binh riêng của mình. Ngày 14 tháng 12 năm 1789, Quốc hội (Assemblée Nationale) thông qua một bộ luật thành lập xã, ấn định xã là phân cấp hành chính thấp nhất tại Pháp và như thế nhìn nhận các xã đã được thành lập một cách độc lập nhưng chính quốc hội cũng lập ra các xã mới. Trong lĩnh vực này cũng như trong nhiều lĩnh vực khác, công việc của Quốc hội, nói đúng ra, là cách mạng: không sẵn sàng chuyển đổi tất cả các thành phố và thị trấn tự trị thành các xã mà chỉ chú tâm vào việc biến đổi tất cả các giáo khu hoàn toàn thành các xã. Các nhà cách mạng Pháp bị lôi cuốn bởi những ý tưởng của René Descartes cũng như triết lý Khai sáng. Họ muốn tránh xa tất cả những thứ cá biệt của quá khứ và xây dựng một xã hội mới hoàn hảo mà trong đó tất cả và mọi thứ phải là công bằng và được dựng lên theo lý trí hơn là theo truyền thống hay chủ nghĩa bảo thủ.
Vì thế, họ khởi sự thiết lập phân cấp hành chính giống nhau đồng bộ trên khắp đất nước: toàn bộ nước Pháp sẽ được phân chia thành tỉnh, từ tỉnh phân cấp thành các quận, từ quận thành các tổng, từ tổng thành các xã, không có ngoại lệ. Tất cả các xã (thị xã) đều có địa vị bằng nhau và tất cả các xã (thị xã) đều có một xã (thị) trưởng (maire) đứng đầu xã (thị xã), và một hội đồng xã (thị xã) được dân trong xã (thị xã) bầu lên. Đây là một cuộc cách mạng thực sự vì hàng ngàn ngôi làng trước đây chưa từng trải nghiệm qua cuộc sống có tổ chức chính quyền tự quản. Một tòa hành chính xã (mairie) phải được xây dựng tại mỗi ngôi làng này để làm nơi hội họp của hội đồng xã cũng như việc quản lý xã. Một số người trong quốc hội phản đối việc phân chia manh mún nước Pháp thành hàng chục ngàn xã, nhưng sau cùng Mirabeau và ý tưởng của ông về việc thiết lập một xã cho mỗi giáo khu đã thắng thế.
Ngày 20 tháng 9 năm 1792, việc lập hồ sơ khai sinh, kết hôn, và khai tử không còn là trách nhiệm của các tu sĩ giáo khu nữa mà được chuyển giao sang cho xã (thị) trưởng. Việc kết hôn dân sự được lập ra và bắt đầu được thực hiện bên trong tòa hành chính xã với một buổi lễ không giống như buổi lễ kết hôn truyền thống trong đó vị xã trưởng thay thế tu sĩ và việc nhân danh luật pháp thay thế nhân danh Thượng đế ("Au nom de la loi, je vous déclare unis par les liens du mariage." – "Nhân danh luật pháp, tôi tuyên bố hai người được kết hợp bởi sự ràng buộc hôn nhân."). Các tu sĩ bị bắt buộc giao nộp các sổ sách hồ sơ về rữa tội, kết hôn và chôn cất để lưu trữ vào tòa hành chính xã. Các thay đổi đột ngột này làm người công giáo ngoan đạo trở nên tức giận. Nước Pháp chẳng bao lâu sau đó rơi vào thảm cảnh nội chiến với các vùng cực kỳ ngoan đạo thuộc miền tây nước Pháp ở tâm điểm. Napoleon I phải tái lập hòa bình tại Pháp, ổn định lại hệ thống hành chính mới, và cố gắng điều chỉnh để tổng thể nhân dân đều chấp nhận. Napoleon cũng bãi bỏ việc bầu ra hội đồng xã mà ngày nay được tỉnh trưởng, người đại diện địa phương của chính quyền trung ương, chọn lựa.

### Chiều hướng sau Cách mạng Pháp
Ngày nay, các xã của Pháp vẫn giữ được rất nhiều nét tương tự trong các nguyên tắc chung mà chúng được thiết lập vào lúc khởi đầu Cách mạng Pháp. Những thay đổi lớn nhất đã xảy ra vào 1831 khi nghị viện Pháp tái thiết lập nguyên tắc bầu cứ hội đồng khu tự quản, vào năm 1837 khi các xã của Pháp được trao tư cách "pháp nhân" mà ngày nay được xem là các thực thể hợp pháp có đầy đủ tư cách về pháp lý. Các nhà cách mạng theo phái Jacobin lo sợ về quyền lực độc lập địa phương mà theo họ là bảo thủ và chống đối cách mạng, và vì thế họ muốn có một chính phủ trung ương mạnh mẽ. Vì vậy khi họ thiết lập các xã, họ tước đi hết tư cách "pháp nhân" của xã (giống như họ đã làm với các tỉnh) và chỉ chính phủ trung ương mới có tư cách "pháp nhân". Đến năm 1837, tình hình này được xem ra không thực tiễn vì xã (thị) trưởng và hội đồng tự quản không thể tranh tụng tại các tòa án vì không có tư cách pháp nhân. Kết quả là hàng chục ngàn ngôi làng chưa từng có tư cách pháp nhân (khác với các thành phố tự trị) bỗng nhiên trở thành các thực thể hợp pháp lần đầu tiên trong lịch sử của chúng. Điều này vẫn tiếp tục cho đến ngày nay.
Trong suốt Cách mạng Pháp, khoảng 41.000 xã được thành lập, trên lãnh thổ tương ứng với địa giới ngày nay của Pháp (con số 41.000 bao gồm xã của các tỉnh Savoie, Haute-Savoie và Alpes-Maritimes bị sáp nhập năm 1795, nhưng không bao gồm các tỉnh ngày nay thuộc Bỉ và Đức ở phía tây sông Rhine, vốn là một phần đất của Pháp từ năm 1795 đến 1815). Con số này ít hơn 60 ngàn giáo khu từng tồn tại trước cách mạng (tại các thành phố và thị trấn, các giáo khu được nhập thành một xã duy nhất; tại miền quê, một số giáo khu được nhập lại thành một số xã lớn hơn), nhưng 41.000 vẫn là một con số đáng kể.
Kể từ đó, những biến đổi to lớn đã làm ảnh hưởng nước Pháp cũng như phần còn lại của châu Âu: Cách mạng Công nghiệp, hai cuộc chiến tranh thế giới, và dòng người di cư đổ xô từ nông thôn đến thành thị. Tất cả những sự biến đổi này đã làm cho dân số vùng miền quê trở nên thưa thớt và các thành phố phát triển lớn hơn về diện tích. Tuy nhiên phân cấp hành chính của Pháp vẫn giữ cực kỳ nguyên trạng và không thay đổi. Ngày nay khoảng 90% số xã và tỉnh là nguyên trạng như đã được lập ra vào lúc Cách mạng Pháp hơn 200 năm về trước với cùng địa giới. Vô số xã nông thôn mà vào lúc Cách mạng Pháp có hàng trăm người thì ngày nay chỉ có khoảng trăm người hay ít hơn. Nói cách khác, thành phố và thị trấn phát triển nhiều đến nổi khu vực đô thị của chúng hiện nay nới rộng ra bên ngoài địa giới xã của chúng mà đã được thành lập vào thời cách mạng. Ví dụ cực đỉnh cho điều này là thành phố Paris là nơi khu vực đô thị lan rộng trên 400 xã (nhưng địa giới của Paris vẫn nguyên trạng là 1 xã).
Paris trên thực tế là một trong số các xã hiếm hoi của Pháp có địa giới được mở rộng để đối phó với tình trạng đô thị hóa lan rộng. Thị xã Paris mới và rộng hơn được thực hiện dưới sự giám sát của hoàng đế Napoléon III năm 1859, nhưng sau 1859 thì địa giới của Paris đóng băng. Không như phần lớn các quốc gia tại châu Âu, họ nhập các xã đúng lúc để phản ánh đúng mật độ dân số hiện đại (Ví dụ như Đức và Ý khoảng năm 1970), làm giảm thiểu số xã rất nhiều - xã của Tây Đức giảm từ 24.400 xuống đến 8.400 trong khoảng giai đoạn một vài năm - Pháp chỉ tiến hành các lần nhập xã hạn chế và đa số được tiến hành trong thế kỷ 19. Từ 41.000 xã thời cách mạng, con số giảm đến 37.963 năm 1921 rồi đến 36.569 năm 2008 (tại Chính quốc Pháp).

### Tranh luận hiện nay
Đã có nhiều lời kêu gọi tiến hành rộng khắp việc nhập các xã lại với nhau trong đó có lời kêu gọi của những nhân vật nổi bật như chủ tịch cơ quan giám sát hành chính trung ương của Pháp. Tuy nhiên cho đến nay chủ nghĩa bảo thủ địa phương vẫn mạnh và không có lời đề nghị sáp nhập nào có tính cách bắt buộc được đưa đến ủy ban tại Nghị viện Pháp. Năm 1971, luật Marcellin cho phép hỗ trợ và tài chính từ chính phủ để khuyến khích càc xã tự do nhập lại với nhau nhưng luật này chỉ có hiệu quả giới hạn (chỉ khoảng 1.300 xã đồng ý nhập với nhau).
Những người ủng hộ việc nhập xã cho rằng các thành phố của Pháp rất nhỏ so với các thành phố đồng nhiệm của họ ở châu Âu vì địa giới của chúng vẫn là địa giới được thiết lập trên 200 năm trước. Ví dụ, thành phố Lyon, một thị xã nhỏ về địa giới với 465.300 cư dân sống bên trong ranh giới hành chính, được xếp bên dưới nhiều thành phố khác tại châu Âu trong khi thực tế vùng đô thị Lyon có đến 1,8 triệu cư dân và được xếp một trong số những vùng đô thị lớn tại châu Âu, ngang hàng với Praha. Tuy nhiên, dân số thành phố Praha khoảng 1.240.000, gần gấp ba lần dân số của xã Lyon. Điều đó là do lãnh thổ khu tự quản của Praha lớn hơn nhiều (496 km²/191,5 dặm vuông), trên mười lần lãnh thổ khu tự quản của Lyon (chỉ 48 km²/18,5 dặm vuông). Một ví dụ khác là Paris: mặc dù vùng đô thị Paris là một trong số ít vùng đô thị trên thế giới có trên 10 triệu dân nhưng dân số riêng của thành phố Paris chỉ có 2.145.000, ít hơn dân số của thành phố Roma (2.550.000 người) nằm trong vùng đô thị Roma với 3,5 triệu người. Nếu so với vùng đô thị Paris thì dân số vùng đô thị Roma còn kém xa nhưng lại có dân số riêng cao hơn Paris.
Ở phía đầu kia của cán cân dân số, có nhiều xã nông thôn tồn tại với vài cư dân khiến cho việc điều hành và duy trì các dịch vụ như nước sinh hoạt, thu gom rác hay trải nhựa đường của xã gặp nhiều khó khăn.
Tuy nhiên việc nhập các xã lại với nhau là không dễ dàng. Một vấn đề tiêu biểu là khi nhập các xã lại với nhau sẽ khiến cho con số chức vụ dân bầu bị giảm xuống, và như thế không được các chính trị gia địa phương ủng hộ. Hơn nữa, các công dân từ một làng này có thể không ưng thuận để các dịch vụ địa phương được điều hành bởi một viên chức hành chính ở một ngôi làng khác vì họ nghĩ rằng viên chức hành chính này không để ý hay không quan tâm đến nhu cầu của họ.

### Liên xã
Thuật từ "liên xã" (intercommunalité) được dùng để chỉ một vài hình thức hợp tác giữa các xã với nhau. Sự hợp tác như thế xuất hiện lần đầu tiên vào cuối thế kỷ 19 trong hình thức của luật ngày 22 tháng 3 năm 1890 theo đó nêu lên vấn đề thành lập các hội liên xã có cùng chung mục đích. Các nhà lập pháp của Pháp đã từ lâu biết được sự bất tương xứng trong cấu trúc xã có từ thời Cách mạng Pháp khi phải đối phó với một số vấn đề thực tiễn vì vậy cái gọi là Luật Chevènement ngày 12 tháng 7 năm 1999 là một biện pháp trọn vẹn và mới nhất nhằm củng cố và đơn giản hóa nguyên tắc này.
Những năm gần đây, việc các xã liên kết với nhau thành các tập thể liên xã càng trở nên phổ biến để tiện lợi trong việc cung cấp các dịch vụ như thu gom rác và cấp nước tiêu dùng. Các xã ngoại ô thường liên kết với thành phố nằm ở trung tâm khu vực đô thị để hình thành một cộng đồng có nhiệm vụ điều hành giao thông công cộng hay thậm chí quản lý việc thu thuế địa phương chung.
Luật Chevènement sắp xếp lại tất cả các sự việc như thế, bãi bỏ một số cơ cấu và tạo ra các cơ cấu mới. Ngoài ra, luật này còn mang đến sự tài trợ từ chính phủ trung ương nhằm khuyến khích có thêm các xã gia nhập vào cơ cấu liên xã. Không như bộ luật chỉ thành công một phần mà được thông qua năm vào 1966 cho phép các xã đô thị (thị xã) hình thành các cộng đồng đô thị, hay sự thất bại rõ ràng hơn của luật Marcellin năm 1971, luật Chevènement có kết quả thành công lớn đến nỗi đa số các xã của Pháp hiện nay tham dự trong các cơ cấu liên xã.
Có hai loại cơ cấu liên xã:
- Liên xã không có quyền lực tài chính, đây là hình thức liên xã lỏng lẻo nhất. Nhóm này chính yếu là loại xã đoàn truyền thống. Các xã tập họp lại và đóng góp tài chính cho xã đoàn, nhưng xã đoàn không thể tự mình thu thuế. Các xã có thể rời xã đoàn bất cứ lúc nào. Các xã đoàn có thể được thành lập cho một mục đích đặc biệt hay để đối phó với một số vấn đề phát sinh đồng lúc. Các cơ cấu này không bị luật Chevènement ràng buộc nhưng chúng đang trên đà suy thoái.
- Cơ cấu liên xã có quyền lực tài chính. Đây là cơ cấu mà Luật Chevènement quan tâm đến, và nó phân rõ ra ba cơ cấu liên xã có quyền lực tài chính: thứ nhất là "cộng đồng xã" (communauté de communes) với mục tiêu chính yếu là các xã nông thôn, thứ hai là "cộng đồng khối dân cư" (communauté d'agglomération) với mục tiêu chính yếu là thị trấn và thành phố khổ trung cùng các khu phụ cận, cuối cùng là "cộng đồng đô thị" (communauté urbaine) với mục tiêu chính yếu là các thành phố lớn hơn cùng các vùng phụ cận của chúng. Ba cơ cấu này được trao cho các mức độ quyền lực tài chính khác nhau trong đó cộng đồng khối và cộng đồng đô thị có quyền lực tài chính nhiều nhất, thu thuế địa phương đánh vào các công ty (taxe professionnelle) với danh nghĩa cộng đồng của mình thay vì danh nghĩa các xã với mức thuế thu đồng bộ trên khắp các xã của cộng đồng. Các cộng đồng phải điều hành một số dịch vụ mà trước đây do các xã đảm trách, ví dụ như thu gom rác hay giao thông. Tuy nhiên luật cũng bắt buộc các cộng đồng điều hành các lãnh vực khác nữa như phát triển và vạch ra các kế hoạch kinh tế, các dự án nhà ở hay bảo vệ môi trường. Các cộng đồng xã bị luật định bắt buộc điều hành ít lãnh vực nhất để cho các xã có nhiều quyền tự trị hơn trong khi đó các cộng đồng đô thị bị luật định bắt buộc điều hành nhiều vấn đề nhất, khiến các thị xã bên trong cộng đồng có ít quyền tự trị hơn.

#### Phân phối tiền chính phủ
Để đổi lấy việc thành lập một cộng đồng, chính phủ phân phối tiền cho các cộng đồng dựa trên dân số, như thế tạo ra một động cơ để các xã quy tụ lại và thành lập các cộng đồng. Cộng đồng xã được trao ít tiền nhất tính theo đầu người trong khi đó cộng đồng đô thị được trao nhiều tiền nhất tính trên đầu người.
Luật Chevènement đã và đang thành công vượt bậc khi có đa số các xã của Pháp hiện nay gia nhập các cơ cấu liên xã mới. Tính đến tháng 1 năm 2007, có 2.573 cộng đồng như thế tại Chính quốc Pháp, chiếm con số 33.327 xã (91,1% tổng số xã trên toàn Chính quốc Pháp), và 52,86 triệu cư dân hay 86,7% dân số Chính quốc Pháp.
Các kết quả ấn tượng này tuy nhiên có thể che giấu một sự thật u ám hơn. Tại các vùng quê, nhiều xã gia nhập cộng đồng xã chỉ vì muốn hưởng lợi ích từ ngân quỹ chính phủ. Thường thường các xã đoàn địa phương được chính thức biến đổi thành các cộng đồng xã. Các cộng đồng xã mới này trên thực tế chỉ điều hành các dịch vụ từng do xã đoàn đảm trách trước đây, trái ngược với tinh thần của luật Chevènement là thiết lập các cơ cấu liên xã mới để thực thi một tầm mức rộng lớn hơn các hoạt động mà các xã đoàn cũ từng đảm trách. Có người cho rằng nếu như chính phủ ngưng cung cấp tiền thì nhiều cộng đồng xã sẽ quay trở về tình trạng xã đoàn cũ của họ, hay đơn giản là hoàn toàn biến mất tại những nơi trước đây không có xã đoàn.
Tại các khu vực đô thị, cơ cấu liên xã mới thì thực tế hơn nhiều vì chúng được thành lập từ niềm tin thực tế của những người lãnh đạo địa phương về giá trị làm việc chung với nhau. Tuy nhiên tại nhiều nơi vẫn xảy ra những hiềm khích địa phương nên không thể thiết lập một cơ cấu liên xã cho toàn bộ khu vực đô thị: một số xã từ chối gia nhập liên xã, hay thậm chí tạo ra các cơ cấu riêng cho mình. Tại một số khu vực đô thị như Marseille, có đến 4 cơ cấu liên xã riêng biệt tồn tại! Tại nhiều khu vực, các xã giàu có gia nhập với các xã giàu có khác và từ chối thu nhận các xã nghèo hơn vì lo sợ rằng công dân của họ sẽ bị đánh thuế cao vì phúc lợi của xã nghèo hơn.
Hơn nữa, các cơ cấu liên xã tại nhiều khu vực đô thị vẫn mới mẻ và dễ tan vỡ: căng thẳng tồn tại giữa các xã; thành phố ở trung tâm khu vực đô thị thường bị nghi kị là muốn thống trị các xã ngoại ô; các xã thuộc các phía chính trị đối lập cũng có thể nghi kị nhau.
Hai ví dụ điển hình nhất là Toulouse và Paris. Tại Toulouse, ở quanh đó có đến 5 cơ cấu liên xã, cộng đồng chính Toulouse và các khu phụ cận của nó chỉ là một cộng đồng khối dân cư mặc dù Toulouse đủ lớn để thành lập một cộng đồng đô thị theo luật định. Lý do là các xã phụ cận thành phố Toulouse từ chối gia nhập một cộng đồng đô thị vì sợ mất quá nhiều quyền lực của mình và vì thế chọn lựa gia nhập cộng đồng khối dân cư cho dù thực tế là một cộng đồng khối dân cư nhận ít tiền hơn một cộng đồng đô thị từ chính phủ. Trường hợp khu vực quanh Paris, các xã lân cận của Paris sợ khái niệm một vùng "Đại Paris." Vì thế sự tách biệt vẫn là quy luật của vùng đô thị này khi các khu lân cận Paris thành lập ra nhiều cơ cấu liên xã khác nhau nhưng không bao gồm thành phố Paris.
Một yếu tố chính nữa gây ra vấn đề là cơ cấu liên xã không được dân chúng bầu lên trực tiếp, vì thế chính đại diện của mỗi xã sẽ ngồi vào cơ cấu mới này. Hậu quả là các công chức là những người lập ra kế hoạch và thực hiện kế hoạch nhưng phải được sự đồng ý của các đại diện được bầu lên từ các xã.

## Các dữ liệu khác

### Tên xã ngắn và dài nhất

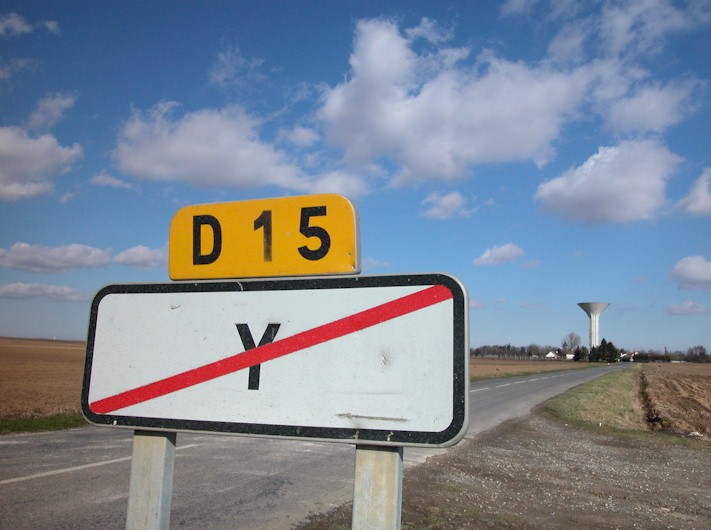
Biển chỉ dẫn đánh dấu kết thúc địa giới xã Y trong tỉnh Somme thuộc vùng Picardy

- Xã có tên ngắn nhất là xã Y (86 cư dân).
- Ba xã có tên dài nhất (38 chữ cái):
  - Saint-Germain-de-Tallevende-la-Lande-Vaumont tại Calvados (1731 cư dân)
  - Saint-Remy-en-Bouzemont-Saint-Genest-et-Isson tại Marne (592 cư dân)
  - Beaujeu-Saint-Vallier-Pierrejux-et-Quitteur tại Haute-Saône (739 cư dân).

### Xã đông dân và ít dân nhất
- Xã đông dân nhất Cộng hòa Pháp là thị xã Paris: 2.234.105 cư dân vào năm 2010.[10]
- Sáu trong số các làng Pháp bị tàn phá trong Chiến tranh thế giới thứ nhất chưa từng được xây dựng lại. Tất cả các làng này nằm trong tỉnh Meuse, và chúng bị tàn phá trong Trận Verdun năm 1916. Sau chiến tranh, phần đất của các ngôi làng bị tàn phá được quyết định không hợp nhất vào các xã khác, xem như lời chứng của các ngôi làng này là "đã chết cho nước Pháp" như chúng được tuyên bố như vậy. Các xã sau đây hoàn toàn không có người ở và được một hội đồng gồm ba thành viên trông coi. Hội đồng này do tỉnh trưởng của tỉnh Meuse bổ nhiệm:
  - Beaumont-en-Verdunois
  - Bezonvaux
  - Cumières-le-Mort-Homme
  - Fleury-devant-Douaumont
  - Haumont-près-Samogneux
  - Louvemont-Côte-du-Poivre
- Ngoài các trường hợp nêu trên, các xã có ít cư dân gồm có:
  - Xã Rouvroy-Ripont (Marne), gần khu vực tỉnh Champagne, 7 cư dân theo điều tra dân số năm 2006.
  - Xã Leménil-Mitry (Meurthe-et-Moselle), trong vùng rừng thuộc Vùng Grand Est ở phía đông nước Pháp, có 3 cư dân theo điều tra dân số năm 2006.
  - Xã Rochefourchat (Drôme), ở đông nam nước Pháp, có 1 cư dân theo điều tra dân số năm 1999.

### Diện tích xã lớn nhất và nhỏ nhất
- Xã lớn nhất là Maripasoula (có 3.710 cư dân) trong tỉnh Guyane thuộc Pháp: 18.360 kilômét vuông (7.090 dặm vuông Anh).
- Xã nhỏ nhất là Castelmoron-d'Albret (62 cư dân) gần Bordeaux: 0,0376 kilômét vuông (0,0145 dặm vuông Anh).
- Tại Chính quốc Pháp, xã lớn nhất là xã Arles (50.513 cư dân) gần thành phố Marseilles, có lãnh thổ bao trùm phần lớn Vùng Camargue (lưu vực châu thổ sông Rhône): 8,7 lần diện tích thành phố Paris (trừ các công viên bên ngoài là Bois de Boulogne và Bois de Vincennes), chiếm một diện tích 759 kilômét vuông (293 dặm vuông Anh).

### Xã nằm cách xa nhất thủ đô Pháp
- Xã nằm xa thành phố Paris nhất là xã L'Île-des-Pins (1.840 cư dân) ở Nouvelle-Calédonie: 16.841 km. (10.465 dặm Anh) tính từ trung tâm thành phố Paris.
- Tại lục địa Pháp (lãnh thổ Pháp tại châu Âu không tính Corse), các xã xa Paris nhất là xã Coustouges (134 cư dân) và Lamanère (44 cư dân) ở biên giới Tây Ban Nha: cả hai cách trung tâm Paris theo đường chim bay là 721 km (448 mi).